# Крумау-ам-Камп
Крумау-ам-Камп (нем. Krumau am Kamp) — ярмарочная коммуна (Marktgemeinde) в Австрии, в федеральной земле Нижняя Австрия.
Входит в состав округа Кремс. Население — около 800 человек. Занимает площадь 26,84 км². Официальный код — 31321.

## Политическая ситуация
Бургомистр коммуны — Эрвин Варнунг (АНП) по результатам выборов 2005 года.
Совет представителей коммуны (нем. Gemeinderat) состоит из 15 мест.
- АНП занимает 9 мест.
- СДПА занимает 5 мест.
- АПС занимает 1 место.